# Костенко, Иван Афанасьевич
Иван Афанасьевич Костенко (укр. Іван Панасович Костенко; 9 апреля 1940, Хрещатое, Полтавская область — 26 апреля 2015, Хрещатое, Полтавская область) — колхозник, заведующий молочнотоварной фермой колхоза имени XXII съезда КПСС Решетиловского района Полтавской области, Украинская ССР. Герой Социалистического Труда (1966).

## Биография
Родился 9 апреля 1940 года в крестьянской семье в селе Хрещатое Решетиловского района Полтавской области. Окончил семилетнюю школу в родном селе. С 1954 года работал дояром в колхозе имени XXII съезда КПСС (позднее — колхоз Дружбы) Решетиловского района. Уже в первый год своей трудовой деятельности на молочной ферме перевыполнил план по надою. В 1954 году он надоил в среднем по 940 килограмм молока от каждого закреплённой за ним фуражной коровы. В последующие годы последовательно увеличивал свои трудовые достижения. В 1955 году он надоил по 1700 килограмм, в 1957 году — по 1973 килограмм, в 1959 году — по 4082 килограмма, в 1961 году — по 5107 килограмм, в 1962 году — по 5172 килограмма и в 1963 году — по 5340 килограмм молока.
Окончил Хомутецкий зоотехнический техникум (1963). В 1964 году был назначен заведующим молочнотоварной фермой колхоза имени XXII съезда КПСС Решетиловского района. Под его руководством ферма увеличила производства молока с 2060 килограмм в 1964 году до 2655 килограмм молока в 1965 году. В 1966 году удостоен звания Героя Социалистического Труда «за достигнутые успехи в развитии животноводства, увеличении производства и заготовок мяса, молока и другой продукции».
Избирался делегатом XXV съезда КПСС и членом Полтавского обкома КПУ.
После выхода на пенсию в 2000 году проживает в селе Хрещатое Решетиловского района.

## Награды
- Герой Социалистического Труда — указом Президиума Верховного Совета СССР от 22 марта 1966 года
- Орден Ленина
- Орден Трудового Красного Знамени (1971)
- Орден Октябрьской Революции (1976)